# Ryszard Gerlicz
Ryszard Michał Gerlicz (ur. 1 kwietnia 1875 w Abramowie koło Zamościa, zm. 24 października 1952 we Wrocławiu) – radca prawny, świecki działacz Jednoty Warszawskiej Kościoła Ewangelicko-Reformowanego, prezes konsystorza tego Kościoła od listopada 1936 przez okres II wojny światowej do 1946 roku.

## Rodzina
Był synem Teofila Gerlicza (zm. 1895) i jego żony Karoliny z domu Bełdowskiej (zm. 1920). Pochodził z rodziny właścicieli ziemskich, od strony matki wyznającej kalwinizm od XVI wieku. Jego braćmi byli Wiesław Gerlicz, poseł na Sejm i Oskar Gerlicz inżynier-chemik, burmistrz Zgierza. Gerliczowie należeli do patronów budowy kościoła ewangelicko-reformowanego w Łodzi. Ryszard Michał Gerlicz był ożeniony z Antoniną z domu Pruską. Mieli syna Ryszarda.

## Życiorys
Ryszard Michał Gerlicz był radcą prawnym Związku Ziemian i twórcą umów zbiorowych o pracę z pracownikami rolnymi. Ponadto był świeckim działaczem Jednoty Warszawskiej Kościoła Ewangelicko-Reformowanego i prezesem konsystorza (zwierzchnikiem) tego Kościoła od listopada 1936 przez okres II wojny światowej do 1946 roku. Po 1945 r. nie chcąc dopuścić do zajęcia łódzkiego kościoła ewangelicko-reformowanego przez katolików zamieszkał w jego budynku na kilka miesięcy. 
Jest często mylony ze swoim synem i imiennikiem Ryszardem Gerliczem (1906-1973), który był inżynierem dróg i mostów. Ryszard Michał Gerlicz i jego żona Antonina spoczywają na Cmentarzu Świętej Rodziny we Wrocławiu, nr grobu P3_R24_N. Zaś jego syn Ryszard spoczywa na Cmentarzu Ewangelicko-Reformowanym w Warszawie.

## Literatura
- Kazimierz Bem, Słownik Biograficzny duchownych ewangelicko-reformowanych. Pastorzy i diakonisy Jednoty Małopolskiej i Jednoty Warszawskiej 1815-1939, Warszawa: Wydawnictwo Naukowe Semper, 2015.